# NGC 2054
NGC 2054 في الفهرس العام الجديد، هي مجرة، تقع في كوكبة الجبار. اكتشفت في 6 أكتوبر 1850 .

## روابط خارجية
- NGC 2054 على موقع ويكي سكاي: DSS2, SDSS, GALEX, IRAS, Hydrogen α, X-Ray, Astrophoto, Sky Map, Articles and images